# Billie Jean
"Billie Jean"' este cel de-al doilea single de pe albumul Thriller al cântărețului american Michael Jackson. A fost lansat pe data de 2 ianuarie 1982 de către casa de discuri Epic Records.